# Rombe de Merkel

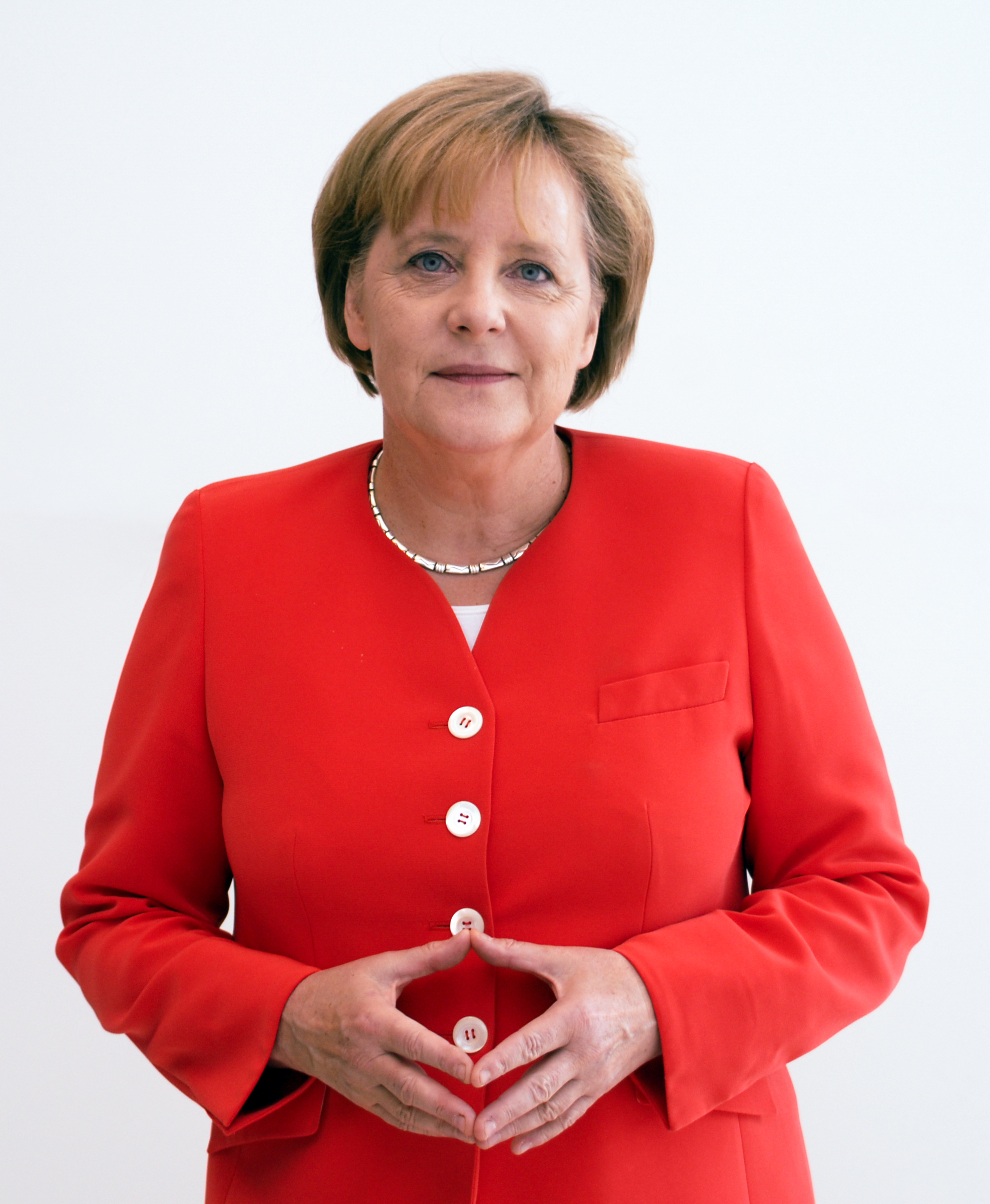
Angela Merkel fent el rombe de Merkel

El rombe de Merkel (en alemany Merkel-Raute, també anomenat Merkel-Dach 'teulada de Merkel' o Raute der Macht 'rombe del poder', menys sovint Merkelizer, 'merkelitzador') és una postura dels braços i les mans en què les mans es mantenen amb els palmells davant del ventre de manera que els polzes i els índexs es toquen per la punta en forma de rombe. Pren el nom de la cancellera alemanya Angela Merkel, en qui aquest gest ha esdevingut una característica de les seves aparicions públiques. Diversos mitjans l'han anomenat "un dels gestos més coneguts del món".
En realitat, matemàticament, aquest quadrilàter no és un rombe, sinó un deltoide, atès que els polzes i els índexs no tenen la mateixa longitud.

## Recepció
Aquest costum de Merkel va provocar un debat sobre la comunicació no verbal i es van publicar tota mena d'hipòtesis sobre el seu significat. Fins i tot va esdevenir un tema de campanya electoral, especialment en relació amb l'admissibilitat i els límits de la propaganda electoral.

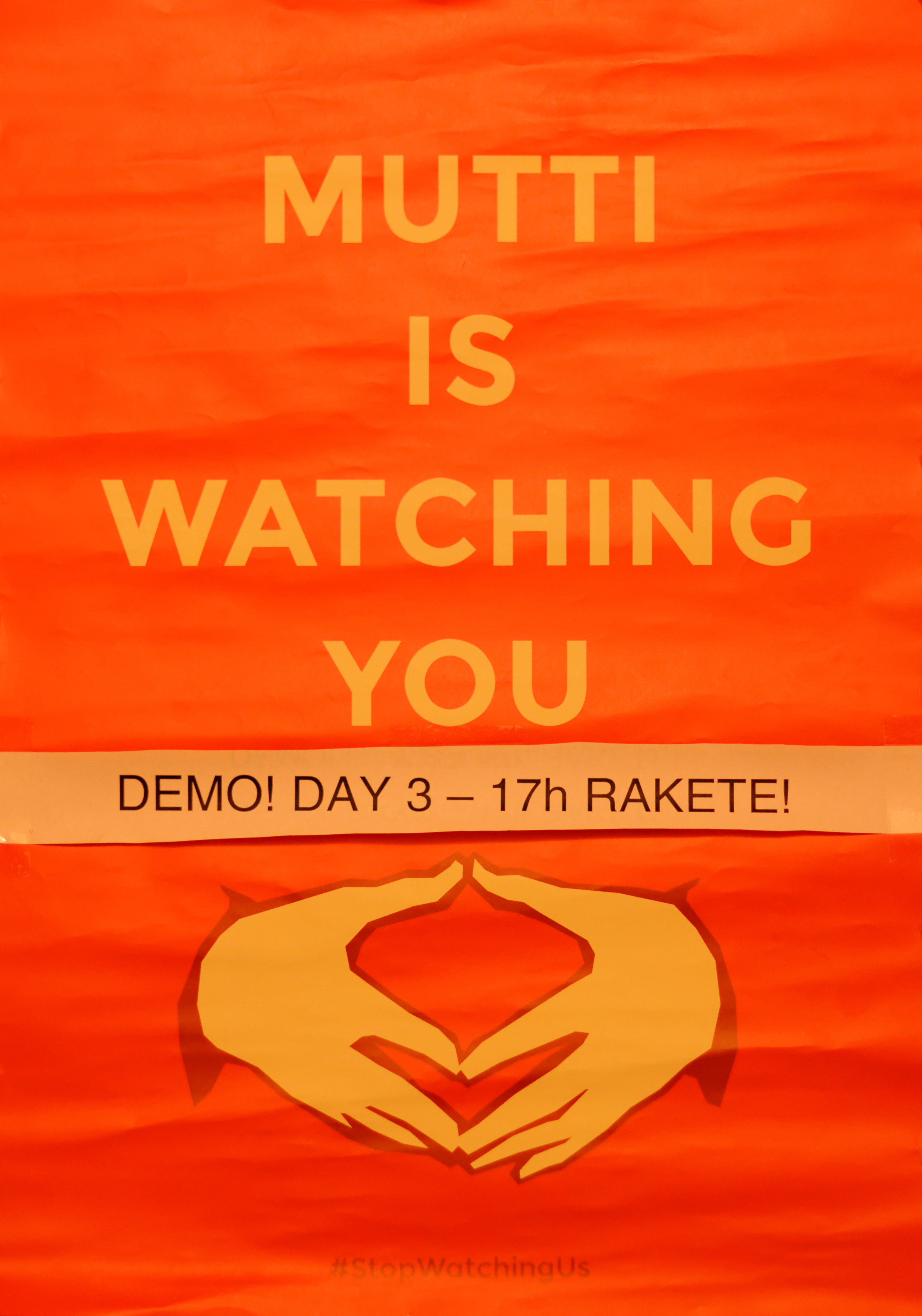
Cartell del 31C3 amb el text anglès "Mutti is watching you" ('Mutti [= Angela Merkel] us vigila')

Els assessors del partit de Merkel (CDU) van utilitzar aquest gest dins d'una estratègia de personalització per a les eleccions federals alemanyes de 2013 i en van fer un cartell gegant de 70 × 20 m col·locat a Berlín. Aquest fet va impulsar els activistes d'Internet a parodiar el cartell, de manera que els experts en màrqueting van considerar l'afer tot un mem d'Internet.
Com a mostra del ressò d'aquest gest a la premsa, es pot esmentar el setmanari econòmic britànic The Economist, que, en al·lusió a El Senyor dels Anells de Tolkien, va interpretar el rombe de Merkel com un anell màgic i perillós: "Un anell per manar-los a tots". A més, el diari alemany Die Welt va titular una portada amb In der Raute liegt die Kraft ('Al rombe hi ha el poder') i va indicar que el rombe per si sol ja transmet el missatge de tranquil·litat i poder de la cancellera i no li cal cap text.
Al Museu de Madame Tussaud, l'any 2013 se li va afegir el rombe tan característic a la figura de cera d'Angela Merkel.

## Interpretacions
Segons va escriure Thorsten Jungholt en un article a Die Welt, «el rombe de Merkel podria expressar seny i capacitat de conciliar les coses». Segons sembla, sobre aquest gest, Merkel mateixa només ha dit: "Conté una certa simetria". Ja el 2012 va explicar que el rombe l'ajuda a mantenir dreta l'esquena.
La periodista Silke Burmester va interpretar el rombe de Merkel com a senyal que Merkel, per ser científica i no precisament ballarina de dansa expressionista, fa fluir l'energia pel seu cos formant un circuit.
Investigadors del llenguatge corporal van parlar de la «teulada de Merkel» com a símbol de ponts i veïnatge.

## Expansió

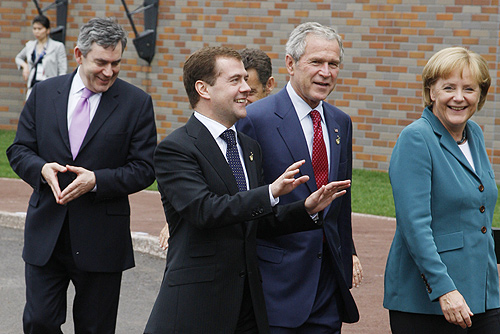
Gordon Brown, aleshores primer ministre britànic (esquerra), imita rient el rombe de Merkel a la cimera del G8 celebrada a Tōyako el juliol del 2008

Diverses persones han imitat el rombe de Merkel com ara Recep Tayyip Erdoğan, Guido Westerwelle, Gordon Brown i Donald Trump A Internet s'han creat pàgines amb imatges d'aquest gest i muntatges, i Der Tagesspiegel va tractar aquest tema i fins i tot va demanar als seus lectors que n'enviessin muntatges. Per representar el rombe de Merkel com a emoticona s'utilitzen les claus angulars: <>. Segons la CDU, van inventar aquesta emoticona per a les eleccions federals del 2013.